# Distretto di Akdağmadeni

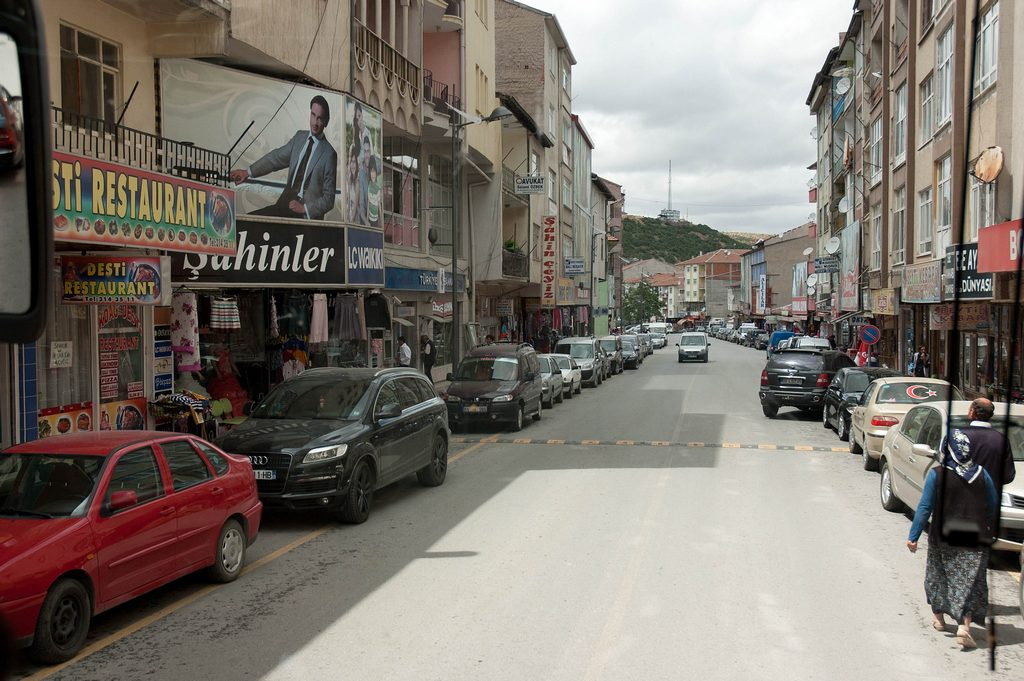
A view of Akdağmadeni

Il distretto di Akdağmadeni (in turco Akdağmadeni ilçesi) è uno dei distretti della provincia di Yozgat, in Turchia.